# Den kalkedonensiske Trosbekendelse
Den kalkedonensiske Trosbekendelse har sit navn efter Koncilet i Chalkedon i 451, hvor bekendelsen blev vedtaget.
Ordlyden er:
I det vi tilslutter os de hellige fædre i bekendelsen af en og samme Søn, vor Herre Jesus Kristus, lærer vi alle grundigt, at den samme er fuldkommen i guddommelighed og også fuldkommen i menneskelighed.
Den samme i sandhed Gud og menneske med fornuftudrustet sjæl og legeme.
Af samme væsen som Faderen ifølge guddommelighed og af samme væsen som os ifølge menneskelighed.
I alle ting som os, dog uden synd.
På den ene side værende født før alle tider af Faderen ifølge sin guddommelighed, men ved dagenes ende, for vor skyld og for vor frelses skyld af jomfru Maria, Gudføderen, ifølge menneskelighed.
En og samme Kristus, Søn, Herre, enbårne. I to naturer, usammenblandet, uforanderlig, udelelig, som er gjort erkendelig uadskilleligt. 
Således at forskellene mellem naturerne på ingen måde udslettes ved enheden, men derimod at naturens særegenheder snarere bevares og sammenvirker i en person og tilværelse.
Ikke delt eller adskilt i to personer, men én og samme Søn og enbårne, Gud Ordet, Herren Jesus Kristus:
Ligesom vi er blevet oplært i, af tidligere tiders profeter og af Herren Jesus Kristus selv og af vor fædres overleveret bekendelse.